# A7L

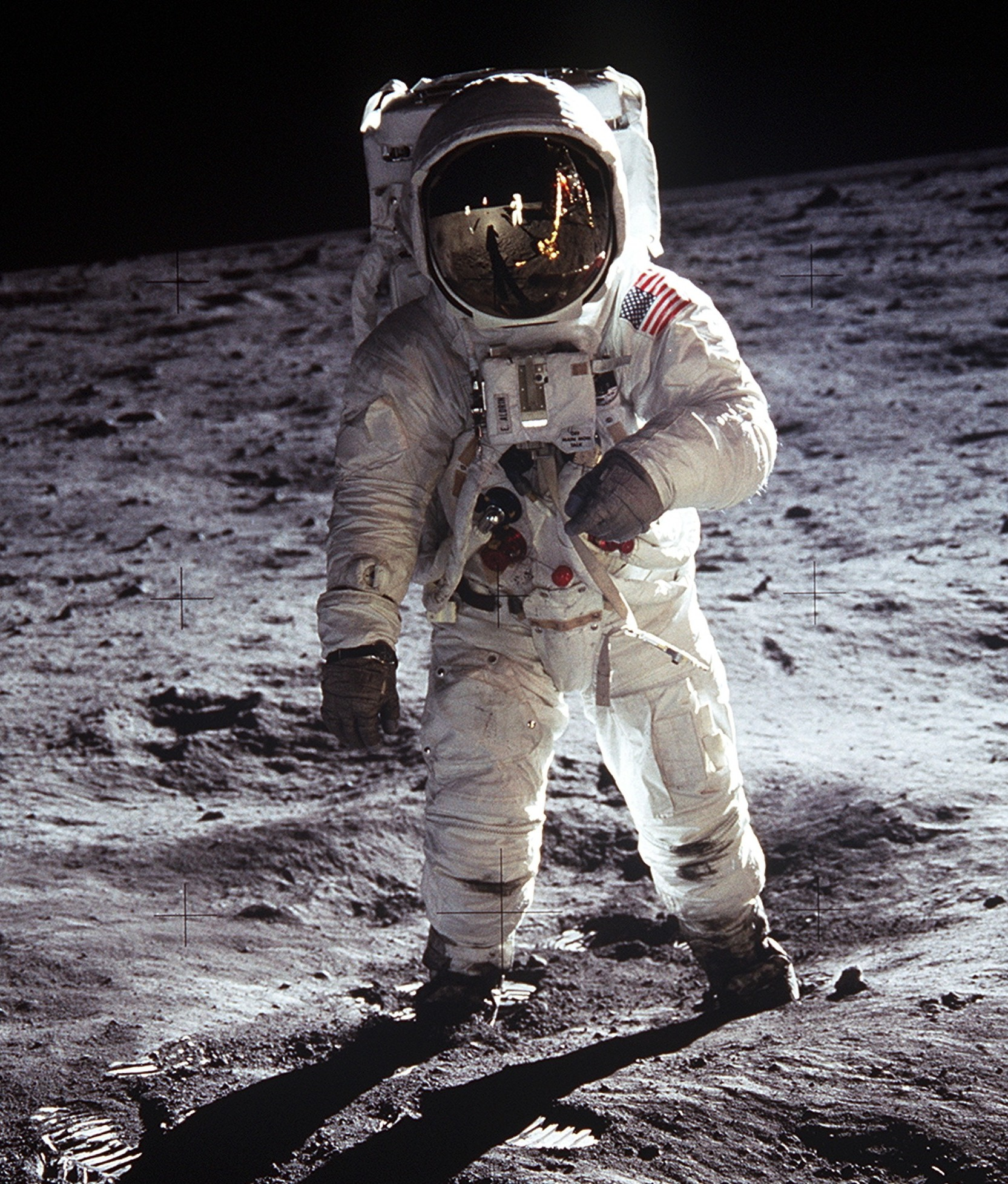
Edwin Aldrin en la superficie lunar con su traje A7L.

A7L fue el modelo de traje espacial utilizado por los astronautas del programa Apolo.
Cada astronauta del programa Apolo tenía tres trajes A7L construidos a medida: uno para entrenamiento, otro para el vuelo y un tercero de reserva. El traje pesaba 22 kg y el sistema de soporte vital (PLSS, Portable Life Support System) que se acoplaba al traje, 26 kg. Los trajes utilizados en las misiones Apolo de tipo J (Apolo 15, Apolo 16 y Apolo 17) tenían ligeras modificaciones, pasándose a denominar A7LB. Los trajes modelo A7LB con una capa térmica adicional fueron utilizados para las misiones en la estación Skylab. En la misión ASTP se utilizó el modelo A7L original.